# Turów (Kobyłka)
Turów – część dzielnicy Kobylak w granicach Kobyłki, w województwie mazowieckim, w powiecie wołomińskim. Leży w południowej części Kobyłki, przy granicy z wsią Turów, do której do 1993 należał.

## Historia
W latach 1867–1928 wieś Turów znajdowała się w gminie Radzymin, a 1928–1954 w gminie Kobyłka w powiecie radzymińskim. 20 października 1933 utworzyła gromadę Turów w granicach gminy Kobyłka, składającą się z samej wsi Turów.
Od 1 lipca 1952 w powiecie wołomińskim. Tego samego dnia włączony do gminy Zielonka.
W związku z reorganizacją administracji wiejskiej jesienią 1954 Turów wszedł w skład gromady Ossów, a po jej zniesieniu w skład gromady Wołomin.
W 1971 roku Turów liczył 825 mieszkańców.
W związku z reaktywowaniem gmin 1 stycznia 1973 Turów wszedł w skład nowo utworzonej gminy Wołomin. 1 czerwca 1975 gmina weszła w skład stołecznego województwa warszawskiego.
1 stycznia 1993, 132,40 ha wsi Turów włączono do Kobyłki, tworząc z niej kobyłeckie osiedle Turów. Osiedle to połączono z kobyłecką częścią przedzielonej na dwie części wsi Kobylak, którą tego samego dnia również wyłączono (w całości) z gminy Wołomin. Drugą (większa) część Kobylaka włączono do Zielonki, gdzie utworzyła dzielnicę Kobylak.

## Ulice
W granicach Turowa znajdują się następujące ulice:
Batalionów Chłopskich, Grodzka, Husarii, Kawalerii, Gen. Franciszka Kleeberga, Kosynierów, Kresowa, Lotników, Gen. Stanisława Maczka, Orląt Lwowskich, Gen. Tadeusza Rozwadowskiego, Gen. Władysława Sikorskiego, Stanisława Skalskiego, Szwoleżerów, Ułanów, Wileńska, Ks. Sylwestra Zycha.